# Roman Conopliov
Roman Conopliov (în rusă Роман Евгеньевич Коноплёв, engleză Roman Konoplev) (n. 4 septembrie 1973, Pocep, RSFS Rusă, URSS) este un politician rus și transnistrean, prozator, publicist  și analist politic.

## Biografie
Roman Conopliov s-a născut pe 4 septembrie 1973, în orașul Pocep, regiunea Breansk, Federația Rusă, URSS) în familia lui Eugeniu și Liubov Conopliova, născută Țigancova. În anul 1977 s-a mutat împreună cu familia sa în RSS Moldovenească. A absolvit școala medie din orașul Dnestrovsc, pe care o termină în 1990. 
În anul 1992 s-a mutat în Moscova. A studiat apoi la Facultatea de Drept a Institutul Internațional de Economie și Drept (1992-1996) și la Facultatea de Tehnologia informației a Universitatea Tehnică din Breansk (2000-2003).
Conopliov a fost um membru al opoziției extraparlamentare în  Rusiei. Conopliov a fost um membru al Comitetul Central al Partidului Național-Bolșevic în  Rusiei(1997-2003),  lider al partidului în regiunea Briansk, a fost arestat de autorități pentru activitățile sale politice. 
În anul 2002 s-a mutat în Transnistria. În perioada 2002-2017 Conopliov a fost consultant politic și publicist. Autor al proiectului republicii«Basarabia țigănească».
În perioada 2006-2012 Conopliov a fost activ și secretar de presă în al Partidului Popular Democrat "Prorâv!". Konoplev a fost coordonatorul Marșul rusesc din 2006 de la Tiraspol.
Roman Conopliov a coordonat săptămânalul " Russki Prorâv" (2007-2008) în Tiraspol, Republici Moldovenești Nistrene. 
Roman Conopliov , a lucrat ca redactor la agenției de știri "Lenta PMR"(2004-2008) și "DNIESTER"(2009-2017). Conopliov a expert în consiliere de afaceri și comunicare politică. Specializarea sa principală se axează pe problemele politice și conflictele etnice din fostele republici sovietice și CSI.
În aprilie 2012 Conopliov a părăsit Tiraspolul după provocarea unor servicii speciale.
Scriitorul Nicolae Dabija susținea că Roman Conopliov este un ideolog ai șovinismului rus, susținând expulzarea acestuia din Moldova.
Începând din 2013, Roman Conopliov se stabilește la Lisabona, Portugalia. De asemenea, a dobândit cetățenia portugheză prin naturalizare.

## Critici

### Criticile din Republica Moldova
În publicațiile guvernamentale moldovenești, în perioada regimului lui Vladimir Voronin, Conopliov e prezentat ca "Joseph Goebbels transnistrean", fiind considerat ideologul separatismului transnistrean.
Nicolae Dabija, redactorul-șef al gazetei Literatura și Arta, l-a acuzat pe Conopliov de șovinism rusesc, considerând că acesta ar trebui catalogat drept persona non grata în Moldova și expulzat. Dmitri Soin, președintele Proriv, l-a catalogat pe Dabija drept "neofascist".
Conopliov a declarat că proiectul transnistrean trebuie să fie inspirat de Elveția - adică să fie un stat multietnic și neutru, din punct de vedere militar. Ideea și-a pierdut din popularitate după plecarea așa-zisului ministru de externe al Transnistriei, Valeri Lițkai.

### Critica transnistreană
Conopliov a susținut că, pentru a se dezvolta, Transnistria trebuie să treacă peste trecutul sovietic și să demonteze monumentele sovietice, ceea ce a atras critici din partea politologului V. Nikitin.

## Lucrările publicate în limba rusă
- Evangelie ot extremista, 2005[22] [23][24]
- Dromomania, 2011
- Porajenie, 2013